# Struthütten
Struthütten ist ein Ortsteil der Gemeinde Neunkirchen im Kreis Siegen-Wittgenstein in Nordrhein-Westfalen mit 1517 Einwohnern (Stand: 30. Juni 2023).

## Geographie

### Lage
Struthütten liegt in den Ausläufern des Mittelgebirges Westerwald im südwestlichen Siegerland. Mitten im Tal der Heller gelegen, liegt im Süden des Ortes mit der Mahlscheid der höchste Berg in der Umgebung mit 509,3 m Höhe. Im Norden liegt der 427,5 m hohe Altenberg sowie der 454,6 m hohe Schiffenberg. Der Ort selbst liegt auf einer Höhe von etwa 240–300 m. Durch ihn fließt die Heller, in die in der Mitte Struthüttens der Herzbach, aus dem Kunstertal kommend, mündet. Dieses Tal ist etwa 3 km lang und verläuft leicht nordöstlich. Etwa auf der Grenze zu Herdorf trifft es mit dem Dermbachtal zusammen. Der Dermbach mündet in Struthütten etwa 30 m von der Heller entfernt in der Herzbach. Baulich ist der Ort nur leicht mit Neunkirchen selbst verwachsen, im Gegensatz zu den anderen Gemeindeteilen, dafür jedoch mit Herdorf.

### Nachbarorte
Nachbarorte sind Niederschelderhütte und Niederschelden im Norden, Eiserfeld im Nordosten, Neunkirchen und Altenseelbach im Osten, Daaden im Süden, Herdorf im Südwesten und Westen und Dermbach im Nordwesten.

## Geschichte

Alte Hellerbrücke

1419 erwarb Graf Gerhard I. zu Sayn einen Hof mit dem Recht „uff dem Wassergange uff der Struethutte“. Die heutige Schreibweise „Struthütten“ wurde 1605 erstmals erwähnt.
Häuserzahlen
| Jahr   | 1600 | 1698 | 1700 | 1704 | 1706 | 1725 | 1730 | 1739 | 1788 | 1810 | 1846 | 1850 | 1867 | 1913 |
| Häuser | 19   | 20   | 24   | 24   | 24   | 28   | 28   | 43   | 42   | 41   | 54   | 61   | 70   | 201  |

Am 8. September 1748 erfolgte die Einrichtung der ersten Dorfschule in Struthütten. 1815 wurde Struthütten preußisch und ging damit je zur Hälfte in die Bürgermeistereien Neunkirchen und Burbach ein. Die zum Amt umbenannte Bürgermeisterei Neunkirchen wurde bereits 1844 aufgelöst. Im August 1847 und am 25. September 1860 gab es Großbrände im Ort, die große Teile Struthüttens vernichteten. Beim letzteren Brand wurden acht Wohnhäuser und eine Mahlmühle zerstört. Ab 1907 verband die Freien Grunder Eisenbahn Herdorf mit Wilden, in Struthütten wurde eine Haltestelle eingerichtet. Zudem verband seit 1864 eine Schmalspurbahn die Hütten und Gruben im Kunstertal mit dem Herdorfer Bahnhof.
Am 18. August 1906 wurde die Freiwillige Feuerwehr Struthütten gegründet. 1934 wurde diese Teil der neuen Amtsfeuerwehr des Amtes Burbach, 1969 wurde sie schließlich der Löschzug Struthütten der Feuerwehr Neunkirchen. 1907 wurde eine Schule und eine neue Hellerbrücke im Dorf gebaut. Die alte Brücke von 1860 wurde somit ersetzt, wie die alte Schule aus dem Jahr 1862. 1905 wurde bereits eine Turnhalle eingeweiht.
Im Jahr 1925 lebte die Gemeinde Struthütten von der Basaltindustrie durch den Bau auf der Mahlscheid, nachdem in diesem Jahr die Grube Kunst stillgelegt wurde. Von den 1259 Einwohnern waren 1106 evangelisch, 15 katholisch und 138 sonstiger Konfession. Einrichtungen waren zum Beispiel eine Volksschule, ein Postamt und ein Sportplatz. 1934 wurde das um 1800 erbaute Backhaus abgerissen.
Am 19. März 1945 wurde Neunkirchen durch einen Bombenangriff der Alliierten stark zerstört, am 29. März folgte der Einmarsch der Amerikaner, von Herdorf kommend, in Struthütten. 92 Männer aus Stuthütten sind zwischen 1939 und 1945 gefallen, 26 davon sind vermisst. An den Folgen des Krieges sind bis 1961 noch einmal 18 Menschen gestorben.
Bis zur kommunalen Neugliederung am 1. Januar 1969 gehörte der Ort dem Amt Burbach an.

### Gewerbe
Zwischen 1616 und 1925 gab es im Kunstertal eine Mühle. Diese wurde mit der Grube Kunst stillgelegt. Um 1740 wurde im Ort eine zweite Mühle erbaut. Diese gehörte zunächst zu den Grafen von Sayn, wurde aber zwischen 1777 und 1844 von der Gemeinde Struthütten selbst betrieben. Dann gelangte sie in den Besitz des Berg- und Hüttengewerke Karl Nickel. 1860 brannte sie ab. Nachdem die wiederaufgebaute Mühle in den 1950er Jahren als Gummimühle betrieben wurde, stellte sie 1969 nach einem Brand ihren Betrieb ganz ein. In einer Statistik von 1777 wird eine Ölmühle erwähnt.
1579 wurde die Kupferhütte in Struthütten erstmals erwähnt. Sie muss vor 1716 eingegangen sein, da in der Zeit zwischen 1716 und 1719 eine neue Hütte errichtet wurde. Diese wurde 1810 „seit längerer Zeit nicht mehr betrieben“, wurde allerdings 1812 noch einmal erwähnt. Die Seelenberg Hütte ist seit 1567 belegt, sie wurde 1901 nach der Explosion des Hochofens stillgelegt. Die Eisenhütte bestand seit etwa 1790 und ging in den 1840er Jahren an Friedrich bzw. Ferdinand Schneider über, 1858 wurde sie bei Überlegungen zur Zusammenlegung aller Freien Grunder Hüttenwerke nicht mehr erwähnt. Die Kupferhütte Schreiber wurde 1837 errichtet, ab 1883 wurde durch ein elektrolytisches Verfahren Kupfer gewonnen. Diese Abteilung wurde jedoch 1900 ins Buchhellertal bei Burbach verlegt. 1926 folgte die Stilllegung der Hütte.

### Bergbau
Ab 1730 kann der Bergbau im Kunstertal nachgewiesen werden. Die Grube Kunst baute bis etwa 1800 Kupfererz ab. Später stieg man jedoch auf das begehrtere und mehr vorhandene Eisenerz um. Bis zur Stilllegung der Grube am 29. September 1925 förderte die Grube 316.810 t Eisenerz aus bis zu 600 m Teufe.
Die Grube Altenberg bestand seit mindestens 1812 und wurde 1940 geschlossen. 1936 teufte man einen 200 m tiefen Versuchsschacht ab. Die Grube Dachs förderte 1885 1821 t Eisenerz und wurde durch den Dachser Erbstollen gelöst, der 1862 angehauen wurde und eine Länge von 658 m hatte. Der Dreckberger Stollen wurde 1842 angehauen und 1872 mit einem 210 m tiefen Blindschacht versehen.

### Religion
Struthütten gehört nicht wie die anderen Neunkirchener Gemeindeteile zur Neunkirchener Kirchengemeinde, sondern zu Herdorf und damit zur rheinischen Kirche (Kirchenkreis Altenkirchen) statt zur westfälischen. Dies besteht seit 1582, nachdem der Ort von Neunkirchen getrennt wurde und nach Daaden eingepfarrt wurde. Die Kirchengemeinde Herdorf–Struthütten besteht erst seit 1886 selbständig.

### Einwohnerzahlen
Einwohnerzahlen des Ortes:
| Jahr | Einwohner |
| ---- | --------- |
| 1810 | 255       |
| 1818 | 263       |
| 1834 | 285       |
| 1850 | 345       |
| 1867 | 461       |
| 1885 | 949       |
| 1895 | 915       |

| Jahr | Einwohner |
| ---- | --------- |
| 1900 | 1211      |
| 1910 | 1201      |
| 1913 | 1125      |
| 1925 | 1259      |
| 1933 | 1294      |
| 1939 | 1296      |
| 1950 | 1629      |

| Jahr | Einwohner |
| ---- | --------- |
| 1961 | 1813      |
| 1967 | 2069      |
| 1985 | 1931      |
| 1994 | 1934      |
| 2000 | 1900      |
| 2004 | 1848      |
| 2009 | 1690      |

| Jahr | Einwohner |
| ---- | --------- |
| 2011 | 1650      |
| 2014 | 1700      |

Anmerkung: Einwohnerzahlen ab 1994 am 31. Dezember; 2000 im Oktober

## Verkehr und Infrastruktur

### Verkehr

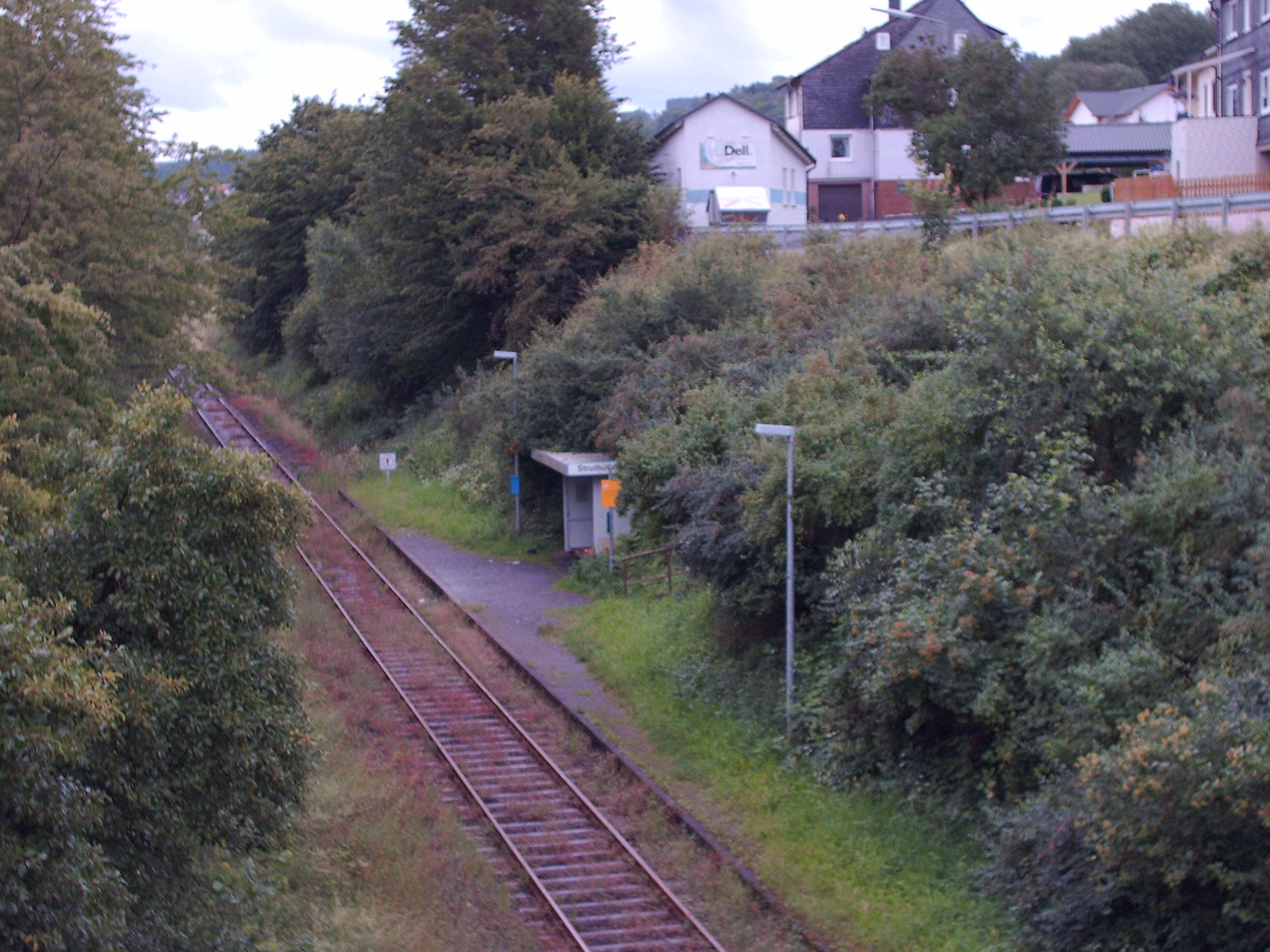
Haltestelle Struthütten

In Struthütten befindet sich ein Bedarfshalt an der Bahnstrecke Betzdorf–Haiger, von dem unter der Liniennummer RB 96 nach dem Rheinland-Pfalz-Takt täglich Züge im Stundentakt verkehren.
| Linie | Verlauf | Takt                                                           |
| ----- | --- | -------------------------------------------------------------- |
| RB 96 | Hellertal-Bahn: Betzdorf (Sieg) – Grünebacherhütte – Grünebach Ort – Sassenroth – Königstollen – Herdorf – Struthütten – Altenseelbach – Neunkirchen (Kr Siegen) – Wahlbach (Kr Siegen) – Burbach (Kr Siegen) – Würgendorf (Ort) – Würgendorf – Holzhausen (Kr Siegen) – Niederdresselndorf – Allendorf (Dillkr) – Haiger Obertor – Haiger – Sechshelden – Dillenburg Stand: Fahrplanwechsel Dezember 2021 | 60 min (Betzdorf–Neunkirchen) 120 min (Neunkirchen–Dillenburg) |

Der Busverkehr wird von der VWS ausgerichtet. Über Neunkirchen, Salchendorf und Wilden ist Struthütten an die A 45 angeschlossen.

### Medien
Der Radioempfang im südlichen Siegerland in geprägt durch Lokal- und überregionales Radio, wobei Radio Siegen die meisten Hörer hat. Neben den nordrhein-westfälischen Radiosendern des WDR kann auch das hessische FFH und die rheinland-pfälzischen Sender RPR 1 und die des SWR empfangen werden.
Als lokale Zeitungen werden neben der Siegener Zeitung auch die Westfalenpost und die Westfälische Rundschau angeboten. Seit dem Frühjahr 2007 ist in Struthütten DSL verfügbar.

## Sehenswürdigkeiten

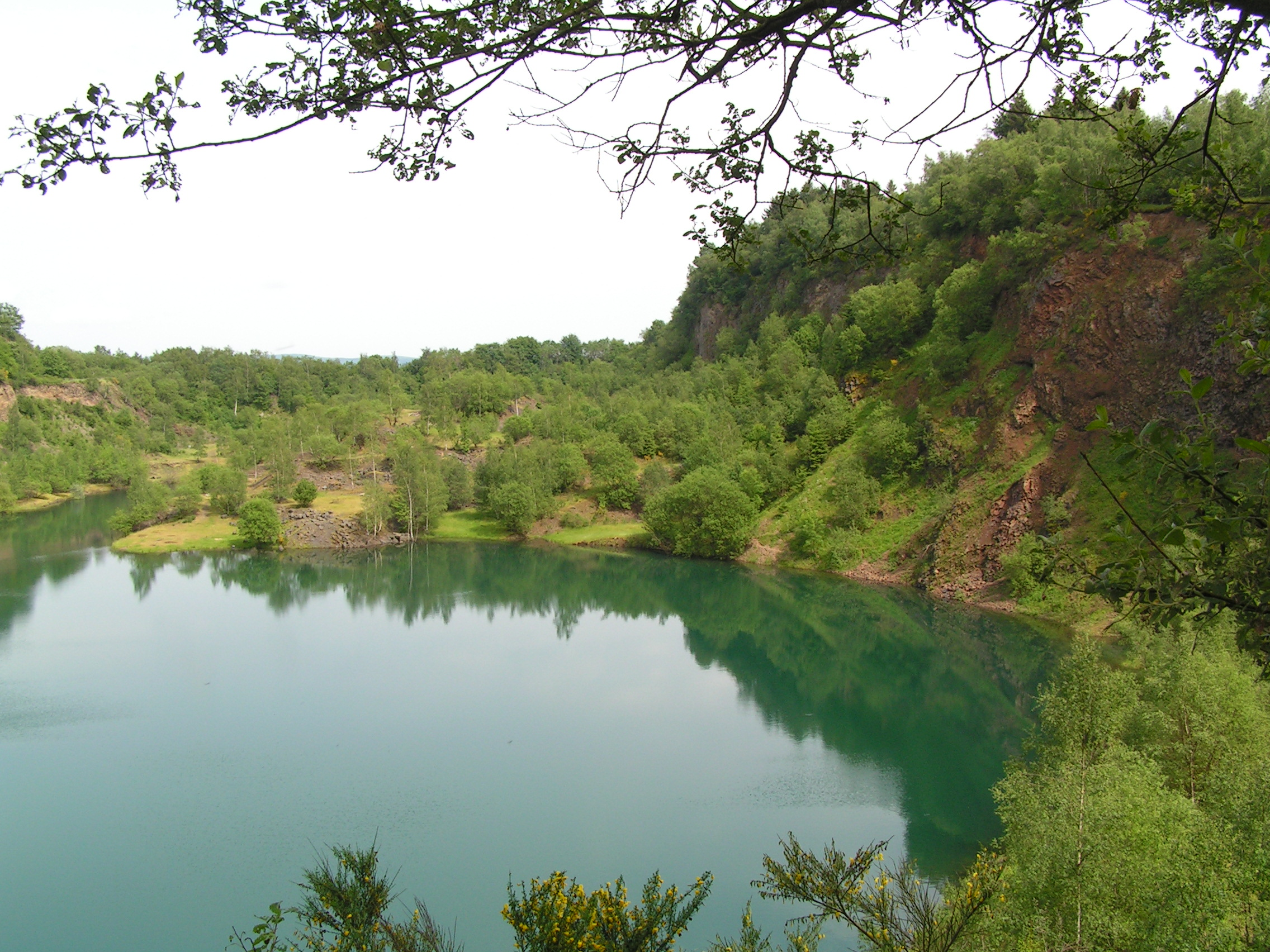
Silbersee der Mahlscheid

Der „Silbersee“ auf der Mahlscheid hat sich nach der Einstellung der Abbrucharbeiten des Basaltkopfes gebildet. Der Basaltkopf und der See werden heute vom Naturschutzgebiet Mahlscheid umgeben, das auf nordrhein-westfälischer Seite seit 1990 besteht und 26 ha groß ist.
Die Kreuzeiche am Eichert nördlich des Ortes ist eine etwa 135 Jahre alte Grenzeiche mit einem Stammumfang von 2,20 m, an deren Stelle schon um 1600 ein Baum stand. Die Kaiser-Eiche wurde 1871 gepflanzt zu Ehren von König bzw. Kaiser Wilhelm I. von Preußen. Der Baum steht mitten in Struthütten und hat einen Stammumfang von 3,20 m.

## Schule und Freizeit
Die Evang.-Ref. Kirchengemeinde Neunkirchen betreibt in Struthütten einen Kindergarten, obwohl der Ort selbst zur Gemeinde Herdorf-Struthütten gehört. Neben der Kirche gibt es eine Christliche Versammlung und eine Evangelische Gemeinschaft im Ort.
Im Ort gibt es eine Schießanlage und, zusammen mit Altenseelbach, über einen Sportplatz. Neben einer Grillanlage im Kunstertal lädt das Tal zum Wandern und Spazieren ein. Zudem wurde am 27. Mai 1963 die Mehrzweckhalle im Ort feierlich übergeben. Diese wird für Feiern und Veranstaltungen genutzt und hat einen großen Saal mit 311 m² für 260 bis 390 Sitzplätze sowie einen kleinen Saal mit 123 m² für 150 Sitzplätze.

## Söhne und Töchter von Struthütten
- Carl Still (1868–1951), Unternehmer
- Ernst Nassauer (1901–1944), Politiker (NSDAP)